# Toxic Substances Control Act
Der Toxic Substances Control Act 1976 (TSCA, ausgesprochen: „Toska“), also „Gefahrstoff-Überwachungsgesetz“, ist eine wichtige Norm der US-amerikanischen Chemikalienregulierung. Mit seiner Umsetzung ist die Environmental Protection Agency (EPA = US-amerikanische Umweltbehörde) beauftragt.

## Geschichte
Im Jahre 1976 wurde dieses Gesetz vom Kongress der Vereinigten Staaten beschlossen. Das TSCA soll die EPA befähigen, die am wenigsten aufwändige Methode anzuwenden, um das chemische Risiko auf ein vernünftiges Maß abzusenken und dabei die Vorteile des chemischen Produkts oder Verfahrens zu berücksichtigen („TSCA directs EPA to use the least burdensome method to reduce chemical risk to reasonable levels while taking into consideration the benefits provided by the chemical product or process“).
Vergleichbar zu den Verzeichnissen EINECS, ELINCS und NLP der EU gibt es das TSCA Chemical Substance Inventory. Darin nicht enthaltene Stoffe sind „neue“ Stoffe und müssen angemeldet werden. In die USA dürfen nur Stoffe importiert werden, die im TSCA-Verzeichnis gelistet sind.
Für die Stoffe gibt es keine eigene TSCA-Nummer, es wird mit CAS-Nummern gearbeitet.
Am 22. Juni 2016 verabschiedete US-Präsident Obama mit dem nach Senator Frank Lautenberg benannten Frank R. Lautenberg Chemical Safety for the 21st Century Act ein US-Chemikalien-Gesetz, welches den Toxic Substances Control Act ergänzt. Bereits am 24. Mai hat das House of Representatives den Vorschlag angenommen, am 7. Juni stimmte auch der Senat zu. Die Überarbeitung des Toxic Substances Control Acts ist einer der umfassendsten Eingriffe in das US-amerikanische Umweltrecht seit den 1990er Jahren. Entstanden ist der Änderungsentwurf nach jahrelangen Verhandlungen zwischen Demokraten und Republikanern. Das Gesetz sieht vor, zahlreiche Schwachstellen und Lücken der momentan gültigen Gesetzgebung zur Chemikaliensicherheit zu schließen. So soll diese künftig auf Basis wissenschaftlicher Daten beruhen und staatliche Behörden mit mehr Kompetenzen ausstatten. Beispielsweise können Chemikalien nach der Gesetzesänderung nur noch die Marktzulassung erhalten, wenn sie von der EPA als sicher eingestuft wurden. Weiter sieht die Gesetzesänderung vor Tierversuche stärker zu regulieren und die Erforschung sogenannter „cancer cluster“ in die Gesetzgebung aufzunehmen. Letzteres erlaubt es staatlichen Behörden mögliche Umwelteinflüsse zu untersuchen, wenn ungewöhnliche hohe Zahlen von Krebserkrankungen in einer Region ermittelt werden.

## Beispiele verschiedener Chemikalien-Inventare
- REACH – EU
- AICS – Australian Inventory of Chemical Substances
- DSL – Canadian Domestic Substances List
- NDSL – Canadian Non-Domestic Substances List
- KECL – Korean Existing Chemicals List
- ENCS (MITI-Inventar) – Japanese Existing and New Chemical Substances (siehe Chemikalienrecht (Japan))
- PICCS – Philippine Inventory of Chemicals and Chemical Substances

- CP65 - California Proposition 65
- IECSC – Inventory of Existing Chemical Substances Produced or Imported in China
- NECI – National Existing Chemical Inventory in Taiwan
- NZIoC – New Zealand Inventory of Chemicals
- Giftliste – Schweizer Giftlisten 1–3 (bis 2005)

Der TSCA gilt als eines der ersten großen umweltpolitischen Gesetzeswerke in den Vereinigten Staaten. Der TSCA wurde rechtspolitisch in neuerer Zeit wiederholt als unwirksam und reformbedürftig kritisiert. Der letzte Reformversuch ist der Gesetzesentwurf zum Safe Chemicals Act 2011 durch Frank Lautenberg.

## Informationsgewinnung
Eine Zulassung chemischer Substanzen ist nach dem TSCA nicht vorgesehen, wohl aber ein staatlicher Eingriffsvorbehalt: Dem liegt die Annahme zugrunde, dass die Mehrzahl chemischer Stoffe keine übermäßig riskanten Wirkungen entfalten. Es gilt die Vermutung der Ungefährlichkeit, bis der Gegenbeweis durch die EPA gelingt. Grundlegend ist die Unterscheidung zwischen Altstoffen und Neustoffen. Das Chemical Substance Inventory enthält deshalb alle Stoffe, die vor 1979 im Handel verfügbar waren; diese gelten als Altstoffe. Das Inventory wird ungefähr halbjährlich aktualisiert, die herunterladbare Liste umfasst im Oktober 2019 mehr als 68.000 Stoffe.
Für Neustoffe, also solche die nicht im Inventar als Altstoffe gelistet sind, ist ein Anmeldeverfahren durchzuführen: 90 Tage vor Produktionsbeginn ist an die EPA eine premanufacture notice (PMN) abzugeben. Es genügt, wenn der Produzent beabsichtigt den Stoff herzustellen; ein In-Verkehr-Bringen ist nicht notwendig. Für die PMN muss der Hersteller grundsätzlich nur solche Informationen weitergeben, über die sie bereits selbst verfügen; sie müssen jedoch selbst keine sicherheits- oder gesundheitsrelevanten Daten produzieren und an die EPA übermitteln.
Der EPA stehen anschließend 90 Tage zur Verfügung, um zu überprüfen, ob der zu produzierende Stoff ein unreasonable risk darstellen könnte. Nach Ablauf der 90 Tage wird sie in das Inventar aufgenommen und dem Erstanmelder innerhalb von 30 Tagen eine notice of commencement zugesandt. Innerhalb der 90-Tage-Frist stehen der EPA mehrere Reaktionsmöglichkeiten zur Verfügung: Bleibt sie untätig, kann der Produzent daraus folgern, dass kein unreasonable risk vorliegt und der nach Ablauf der Frist den Stoff ohne Auflagen herstellen, einführen oder vermarkten darf. Dies ist auch der Regelfall. Bei 86 % aller Anmeldungen wird bereits sehr früh entschieden, keine weitere Prüfung vorzunehmen. Benötigt die EPA weitere Informationen über den Stoff, kann sie durch sog. proposed orders Herstellung, Verarbeitung, Vermarktung und Entsorgung vorübergehend einschränken oder untersagen. Kann die EPA eine unreasonable risk nicht ausschließen, verfügt sie nach s. 4 (a) TSCA, dass der Anmelder des chemischen Stoffs oder Verfahrens weitere Tests durchzuführen hat. Der EPA selbst fehlt jede gesetzliche Grundlage für eigene Tests. Die Begründung einer test rule muss sich einerseits auf die Unvollständigkeit der Daten beziehen, andererseits auch auf ein mögliches qualitatives (A-finding) oder quantitatives Risiko (B- finding).
Bei Altstoffen wird widerleglich vermutet, dass diese ungefährlich sind; eine PMN ist nicht erforderlich. Jedoch können ausnahmsweise nach s. 8 TSCA vom Hersteller der PMN ähnliche Informationen vom Hersteller eingefordert werden. Eine Anmeldung eines Altstoffes ist nur notwendig, wenn eine neue Verwendung des Stoffes beabsichtigt wird (significant new use notive).

## Risikobewertung
Dreh- und Angelpunkt der Risikobewertung, ist die Frage ob ein unreasonable risk vorliegt. Der Begriff ist nicht legaldefiniert, so dass viel Streit um seine Auslegung herrscht. Die Leitentscheidung hierzu ist Corrosion Proof Fittins v. EPA 947 F.2d 1201 (5th Cir. 1991). Das Gericht stützte sich bei seiner Auslegung weitgehend auf die Auslegung John S. Applegates.

## Risikomanagement
Liegen der EPA Testergebnisse vor, die ein unreasonable risk nahelegen, hat sie innerhalb von 180 Tagen entweder festzustellen, dass kein unreasonable risk besteht oder Gefahrenabwehrmaßnahmen nach den ss. 5, 6, und 7 TSCA zu ergreifen.

## Ausnahmen
Der TSCA macht für Stoffe, die nur in geringen Mengen in Forschung und Entwicklung verwendet werden, geringere Auflagen. Außerdem ist der TSCA nicht zuständig für
- Lebensmittel, Pharmazeutika, Kosmetika und Medizinprodukte (zuständig ist der „Food, Drug, and Cosmetic Act“)
- Pestizide („Insecticide, Fungicide, and Rodenticide Act“)
- Tabak und Tabakprodukte (Auflagen des „Bureau of Alcohol, Tobacco, Firearms and Explosives“)
- radioaktive Materialien und Abfälle (Auflagen der „Nuclear Regulatory Commission“)

## Ergänzungen
Viele US-Bundesstaaten haben für Stoffe, die dem TSCA unterliegen, weitere meist strengere Vorschriften erlassen.